# Pseudodebis
Genre
Pseudodebis est un genre de lépidoptères (papillons) de la famille des Nymphalidae et de la sous-famille des Satyrinae. Ses espèces se rencontrent en Amérique du Sud.

## Systématique
Le genre Pseudodebis a été décrit par l'entomologiste allemand Walter Forster en 1964.
Son espèce type est Papilio valentina Cramer, [1779].

## Liste des espèces
D'après Funet :
- Pseudodebis dubiosa Forster, 1964 — Bolivie.
- Pseudodebis euptychidia (Butler, 1868) — Brésil et Argentine.
- Pseudodebis marpessa (Hewitson, 1862) — Brésil et Guyane.
- Pseudodebis valentina (Cramer, [1779]) — Suriname, Guyane et Pérou.
- Pseudodebis zimri (Butler, 1869) — Guatemala et Colombie.